# Jean Alfred Diallo
Pour les articles homonymes, voir Diallo.
Jean Alfred Diallo (16 septembre 1911–22 mai 2006) est un officier général sénégalais. Général de division, il a notamment exercé les fonctions de chef d’état-major général et commandant en chef des Armées sénégalaises, de Haut commandant de la Gendarmerie nationale, de Directeur de la Justice militaire et d'Inspecteur de la Garde républicaine.

## Formation
Ancien officier de l’Armée française du Génie.

## Carrière
Le Colonel Jean-Alfred Diallo commande le bataillon du 5e Génie de Versailles.
Il est rapatrié au Sénégal peu de temps avant la crise politique de décembre 1962, dans laquelle il aura un rôle clé puisque Léopold Sédar Senghor le nomme, illégalement, Chef d'État-Major Général des Armées (CEMGA) à la place du Général Fall afin qu'il prenne parti pour lui dans la crise qui l'opposait à Mamadou Dia (accusé de tentative de coup d'État) et rompant ainsi, son devoir de neutralité.
Deuxième patron des Armées sénégalaises, le général Diallo a commandé pendant une décennie celles-ci. Il a eu pour aide de camp Charles André Nelson.
D'août 1968 à juin 1972, il est cumulativement à ces fonctions de CEMGA, Haut Commandant de la Gendarmerie Nationale.
En 1972, il passe le commandement au Général Idrissa Fall. Son départ coïncide avec la création de l'État Major particulier du président de la République et de l'Inspection générale des Forces Armées.
Il fut nommé ambassadeur du Sénégal en République fédérale d'Allemagne.
Il meurt le 22 mai 2006 à Boulogne-Billancourt (France).
Le Général Diallo est titulaire de plusieurs décorations nationales et étrangères.

## Anecdote
Dialogue entre le président Senghor et le Général Diallo au Conseil Supérieur de la Sécurité ;
— Général Diallo : « Où se trouvent donc les militants de votre parti ? »
— Président Senghor : « Mon Général, prenez le pouvoir si vous le voulez » et il ajoute en prenant sa main : « Avec vous je sais que tout ira bien ».
En 1992, soit 30 ans après la crise politique de décembre 1962, le Général Jean Alfred Diallo, nommé Chef d'État major par Senghor au moment des événements en remplacement du général Fall déclara : « Mamadou Dia n’a jamais fait un coup d’état contre Senghor … l’histoire du coup d’état, c’est de la pure fabulation ». Un accord conclu entre les militaires stipulait que Jean Alfred Diallo ne devait pas prendre parti ; il  rompra le pacte sous la pression des officiers militaires français (le Colonel Leblanc notamment) pour qu'il prenne position pour Léopold Sédar Senghor.